# Lippo Memmi

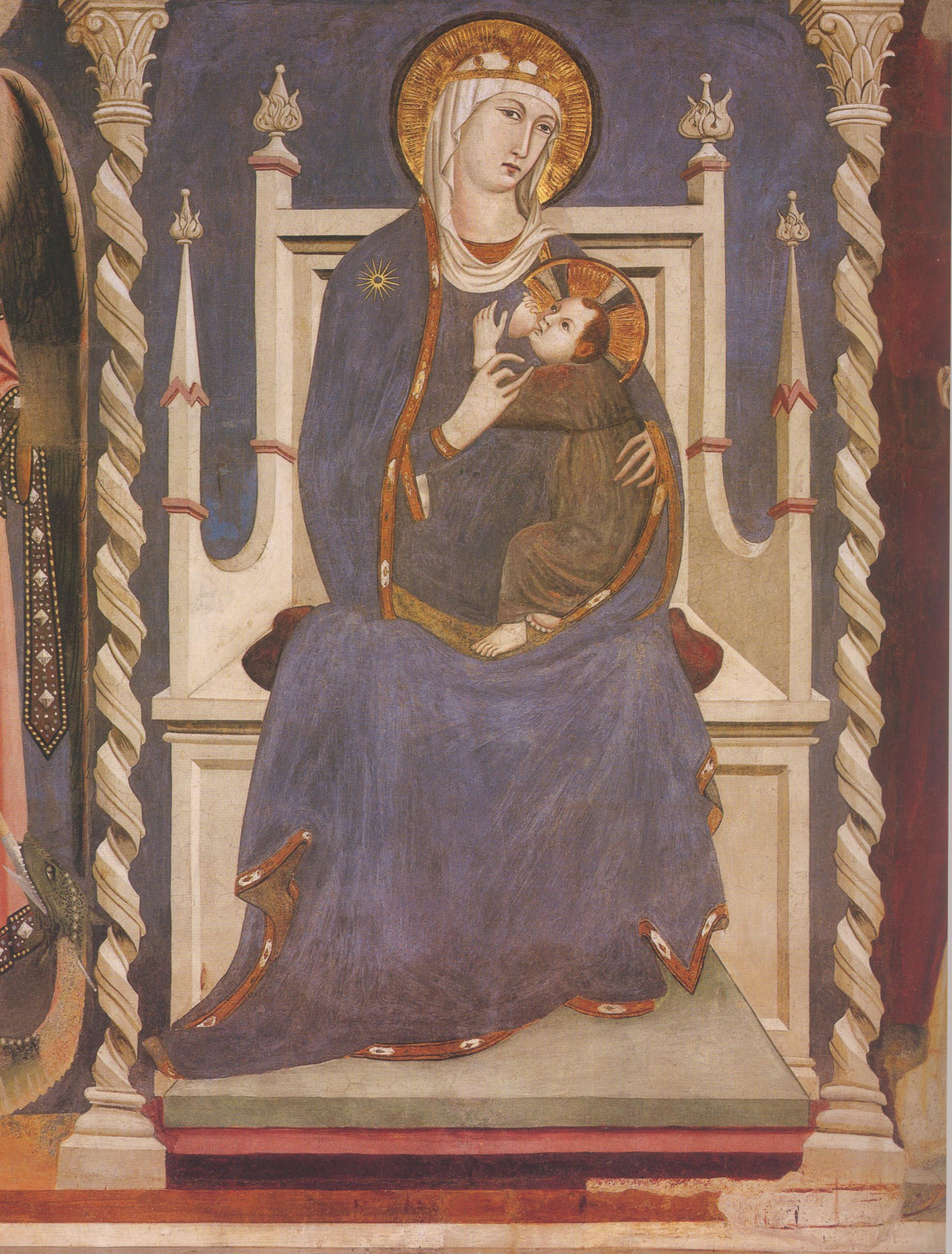
Fresk z Madonną, kościół Sant'Agostino, San Gimignano

Lippo Memmi Filippo di Memmo (ur. ok. 1290, zm. ok. 1357) – malarz szkoły sieneńskiej, uczeń i szwagier Simone Martiniego. 
Autor fresków (Maesta) z 1317 w Palazzo Comunale w San Gimignano i w katedrze w Orvieto oraz obrazów: Św. Paweł, Dziewica z Dzieciątkiem (Metropolitan Museum of Art) i Zwiastowanie (wspólnie z Simone Martinim, Galerii Uffizi).
Zaprojektował również Torre del Mangia na Piazza del Campo w Sienie.